# Asienspiele 2010/Badminton
Im Badminton wurden bei den Asienspielen 2010 in der chinesischen Metropole Guangzhou fünf Einzel- und zwei Mannschaftswettbewerbe ausgetragen.nDie Wettkämpfe fanden vom 13. bis 21. November 2010 statt.

## Medaillengewinner
| Disziplin        | Gold | Silber | Bronze |
| ---------------- | --- | --- | --- |
| Herreneinzel     | Lin Dan | Lee Chong Wei | Chen Jin |
| Herreneinzel     | Lin Dan | Lee Chong Wei | Park Sung-hwan |
| Dameneinzel      | Wang Shixian | Wang Xin | Yip Pui Yin |
| Dameneinzel      | Wang Shixian | Wang Xin | Eriko Hirose |
| Herrendoppel     | Markis Kido Hendra Setiawan                                                                                               | Koo Kien Keat Tan Boon Heong | Mohammad Ahsan Alvent Yulianto |
| Herrendoppel     | Markis Kido Hendra Setiawan                                                                                               | Koo Kien Keat Tan Boon Heong | Jung Jae-sung Lee Yong-dae |
| Damendoppel      | Tian Qing Zhao Yunlei | Wang Xiaoli Yu Yang | Ha Jung-eun Lee Kyung-won |
| Damendoppel      | Tian Qing Zhao Yunlei | Wang Xiaoli Yu Yang | Kim Min-jung Lee Hyo-jung |
| Mixed            | Shin Baek-cheol Lee Hyo-jung                                                                                              | Zhang Nan Zhao Yunlei | Chen Hung-ling Cheng Wen-hsing |
| Mixed            | Shin Baek-cheol Lee Hyo-jung                                                                                              | Zhang Nan Zhao Yunlei | He Hanbin Ma Jin |
| Herrenmannschaft | Volksrepublik China Bao Chunlai Cai Yun Chen Jin Chen Long Fu Haifeng Guo Zhendong He Hanbin Lin Dan Xu Chen Zhang Nan    | Südkorea Jung Jae-sung Hong Ji-hoon Kim Gi-jung Ko Sung-hyun Lee Hyun-il Lee Yong-dae Park Sung-hwan Shin Baek-cheol Son Wan-ho Yoo Yeon-seong                                                                                       | Thailand Songphon Anugritayawon Suppanyu Avihingsanon Pollawat Boonpan Bodin Isara Maneepong Jongjit Thitipong Lapho Boonsak Ponsana Sudket Prapakamol Tanongsak Saensomboonsuk Pakkawat Vilailak     |
| Herrenmannschaft | Volksrepublik China Bao Chunlai Cai Yun Chen Jin Chen Long Fu Haifeng Guo Zhendong He Hanbin Lin Dan Xu Chen Zhang Nan    | Südkorea Jung Jae-sung Hong Ji-hoon Kim Gi-jung Ko Sung-hyun Lee Hyun-il Lee Yong-dae Park Sung-hwan Shin Baek-cheol Son Wan-ho Yoo Yeon-seong                                                                                       | Indonesien Tontowi Ahmad Mohammad Ahsan Alvent Yulianto Taufik Hidayat Markis Kido Sony Dwi Kuncoro Dionysius Hayom Rumbaka Simon Santoso Hendra Setiawan Fran Kurniawan                              |
| Damenmannschaft  | Volksrepublik China Cheng Shu Jiang Yanjiao Lu Lan Ma Jin Tian Qing Wang Shixian Wang Xiaoli Wang Xin Yu Yang Zhao Yunlei | Thailand Savitree Amitrapai Duanganong Aroonkesorn Porntip Buranaprasertsuk Ratchanok Intanon Nitchaon Jindapol Punyada Munkitchokecharoen Salakjit Ponsana Sapsiree Taerattanachai Saralee Thungthongkam Kunchala Voravichitchaikul | Südkorea Bae Yeon-ju Chang Ye-na Ha Jung-eun Hwang Hye-youn Kim Min-jung Lee Hyo-jung Lee Kyung-won Bae Seung-hee Sung Ji-hyun Yoo Hyun-young                                                         |
| Damenmannschaft  | Volksrepublik China Cheng Shu Jiang Yanjiao Lu Lan Ma Jin Tian Qing Wang Shixian Wang Xiaoli Wang Xin Yu Yang Zhao Yunlei | Thailand Savitree Amitrapai Duanganong Aroonkesorn Porntip Buranaprasertsuk Ratchanok Intanon Nitchaon Jindapol Punyada Munkitchokecharoen Salakjit Ponsana Sapsiree Taerattanachai Saralee Thungthongkam Kunchala Voravichitchaikul | Indonesien Pia Zebadiah Adriyanti Firdasari Shendy Puspa Irawati Meiliana Jauhari Maria Febe Kusumastuti Liliyana Natsir Nitya Krishinda Maheswari Greysia Polii Lindaweni Fanetri Aprilia Yuswandari |

## Medaillenspiegel
| Rang  | Land                | Gold | Silber | Bronze | Gesamt |
| ----- | ------------------- | ---- | ------ | ------ | ------ |
| 1     | Volksrepublik China | 5    | 3      | 2      | 10     |
| 2     | Südkorea            | 1    | 1      | 5      | 7      |
| 3     | Indonesien          | 1    | 0      | 3      | 4      |
| 4     | Malaysia            | 0    | 2      | 0      | 2      |
| 5     | Thailand            | 0    | 1      | 1      | 2      |
| 6     | Hongkong            | 0    | 0      | 1      | 1      |
| 6     | Japan               | 0    | 0      | 1      | 1      |
| 6     | Chinesisch Taipeh   | 0    | 0      | 1      | 1      |
| Total | Total               | 7    | 7      | 4      | 28     |